# 蒂耶尔瑟莱
蒂耶尔瑟莱（法語：Tiercelet，法語發音：[tjɛʁsəlɛ]）是法国默尔特-摩泽尔省的一个市镇，位于该省北部，属于布里埃区。

## 地理
蒂耶尔瑟莱（49°27'43"N, 5°53'3"E）面积7.68 平方千米，位于法国大東部大區默尔特-摩泽尔省，该省份为法国东北部内陆省份，是洛林的一部分，北邻比利时、卢森堡，北起顺时针与摩泽尔省、下莱茵省、孚日省和默兹省接壤。
与蒂耶尔瑟莱接壤的市镇（或旧市镇、城区）包括：布雷安拉维尔、于西尼-戈德布朗日、蒂勒、维莱拉蒙塔涅、维勒吕。

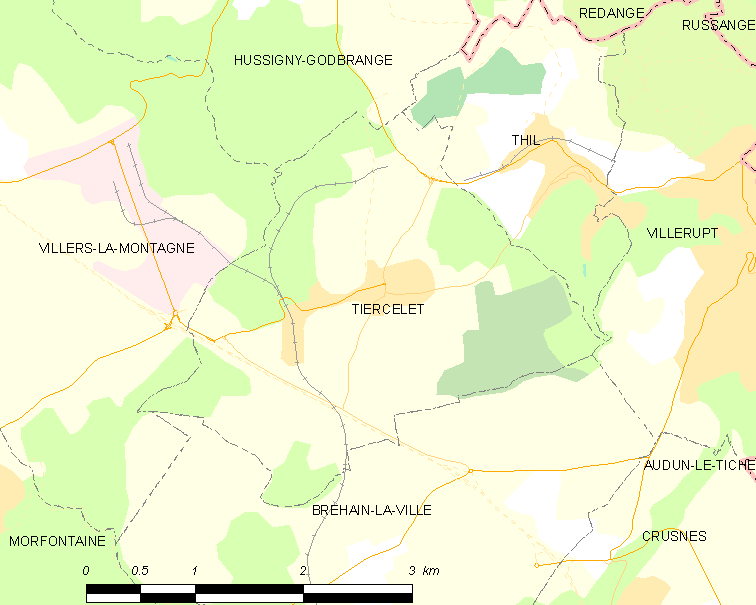
蒂耶尔瑟莱的OSM定位图

蒂耶尔瑟莱的时区为UTC+01:00、UTC+02:00（夏令时）。

## 行政
蒂耶尔瑟莱的邮政编码为54190，INSEE市镇编码为54525。

## 政治
蒂耶尔瑟莱所属的省级选区为维勒吕县。

## 人口

1962-2008年间蒂耶尔瑟莱人口变化图示

蒂耶尔瑟莱于2022年1月1日时的人口数量为635人。